# Panhypersebastos
Panhypersebastos (gr. πανυπερσέβαστος, panhypersebastos, „przed wszystkimi sebastoi”) – tytuł cesarski w Cesarstwie Bizantyńskim wprowadzony w XI wieku przez Aleksego I Komnena.
Tytuł panhypersebastos pojawił się w Bizancjum w wyniku reformy tytulatury cesarskiej przeprowadzonej przez Aleksego I Komnena (1081–1118). Aleksy stworzył nową hierarchię tytułów w oparciu o odnowiony tytuł sebastos. Za pomocą przedrostków i przyrostków utworzył tytuły: sebastokrator, protosebastos, panhypersebastos, sebastohypertatos i inne na ich bazie. Były one przyznawane głównie członkom rodziny cesarskiej. W hierarchii tytułów panhypertosebastos następował po sebastokratorze i protosebastosie. Po raz pierwszy tytuł ten został przyznany szwagrowi cesarza Aleksego I Michałowi Taronicie i był wówczas traktowany na równi z tytułem cezara. Tytuł zachował wysoką rangę również w epoce Paleologów, w hierarchii urzędów następował po megadomestyku. Najbardziej znanym panhypersebastosem w dziejach Bizancjum był niewątpliwie Jan VI Kantakuzen.